# Museo de Arte Marino Ushuaia
El eje temático elegido para la exposición permanente del Museo de Arte Marino Ushuaia es justamente el marino. Esta idea abarca tanto a los artistas "marinistas", como a los que se definen como "portuarios" y a otros que eventualmente han realizado obras con la temática del agua o la pesca", recorriéndolo se muestra una visión general y equilibrada del desarrollo del arte marino en Argentina, desde 1889 a la actualidad.

## Historia
En la ciudad más austral del mundo el MAMU abrió sus puertas al público el 12 de diciembre de 2006. 
Se encuentra dentro de un complejo de museos (donde también se encuentran el Museo Marítimo de Ushuaia, el Museo del Presidio y el Museo Antártico Alférez José María Sobral) en el Ex Presidio de Ushuaia (o Cárcel de Reincidentes de Tierra del Fuego) donde se recluía a los criminales más peligrosos, por su reincidencia, cobrando una triste fama.
Por un lado, su temática y por el otro, su aspecto edilicio (un ex presidio) hacen que el MAMU sea un museo de características muy particulares. 
El director del MAMU es el Lic.Carlos Vairo.
 Las obras que más se destacan de la colección son algunas clásicas de Benito Quinquela Martín, como Rincón boquense, 1960; de Fortunato Lacamera con Lanchones, y de Eugenio Daneri con su obra Puerto. También vale la pena resaltar Juanito pesacando, 1962, de Antonio Berni y obras de Soldi, Castagnino. Artistas contemporáneos, locales como Alejandro Abt, Eduardo Nicolai, Mónica Alvarado y rioplatenses como Micaela Nuñez, Sergio Bocaccio y Alberto Morales, entre otros.